# 張梓琳
張梓琳（ジャン・ズーリン, 簡体中文:张梓琳, 繁體中文:張梓琳, 拼音: Zhāng Zǐlín、1984年3月22日-）は、中華人民共和国のモデル、女優。2007年のミス・ワールド受賞者である。名前のカタカナ表記はAFPの報道に従う。

## 経歴

### 生い立ち
祖父は1945年（11歳のとき）日本軍との戦闘に従事。戦後も従軍。両親と叔父も軍人。
1984年3月22日、山東省威海市に生まれる。河北省石家荘市で育つ。後に北京市海淀区に移る。ちなみに、母は身長170cm、父は180cmである。
8歳のとき体育教師から推薦されて陸上の練習を始める。得意種目は3段飛びと100メートルハードル。1988年、北京市の大会で女子100メートルハードル優勝。
1996年、北京大学系列の初級中学（中学校）入学。2002年、北京大学系列の高級中学（高等学校）卒業。
2002年、北京科技大学入学。経済管理学院（=学部）で工商管理を専攻。

### キャリア
2003年9月、新絲路中国模特大賽北京地区準優勝。全国トップ10。
2006年、北京科技大学卒業。職業モデルとなる。
2006年、新絲路年度模特評比優秀職業モデル。Chinese Fashion and Culture Awards（中国時尚奨）で職業ファッションモデル10傑。
2007年、パリでアルマーニの秋冬コレクションに参加。
2007年12月1日、海南省三亜市で開催されたミス・ワールド（世界小姐）世界大会で優勝。中国代表として初。
2008年、北京オリンピック開会100日前の式典「北京歓迎你」に歌手として参加。

## 私生活
2013年、銀行役員の聶磊とプーケットで
結婚。
2015年12月9日、妊娠していると発表。2016年4月20日、女の子を出産。

## フィルモグラフィ
| 年     | タイトル                      | 役                         | 備考       |
| ------ | ----------------------------- | -------------------------- | ---------- |
| 2011年 | 硬漢2 奉陪到底                | 韓小恵                     |            |
| 2013年 | 不二神探                      | 黄飛紅の妻                 | ゲスト出演 |
| 2014年 | モンキー・マジック 孫悟空誕生 | 女媧                       |            |
| 2014年 | 分手達人                      |                            |            |
| 2014年 | グリード FROM THE DEEP        | マン・チー                 |            |
| 2014年 | 更年奇的な彼女                | 林舒児（リン・シューアル） |            |
| 2016年 | 愛情麻辣燙之情定終身          | 陳心                       |            |